# Ponta do Pargo (Lajes do Pico)
A Ponta do Pargo é um promontório português localizado na freguesia das Lajes, concelho das Lajes do Pico, ilha do Pico, arquipélago dos Açores.
Esta formação geológica localiza-se entre a Ponta do Castelete e a Lagoa das Lajes.